# Yes Remixes
Yes Remixes è una raccolta di brani del gruppo progressive inglese Yes, remixati da Virgil Howe.

## Il disco
Yes Remixes è un album di remix di brani degli Yes dal 1970 (Time and a Word) al 1980 (Drama). Benché venga generalmente incluso nella discografia degli Yes, si tratta di un prodotto decisamente peculiare. Il remixaggio, a cura di Virgil Howe (figlio di Steve Howe, chitarrista storico degli Yes) reinterpreta i brani originali in un contesto radicalmente diverso, ovvero quello della musica techno.
Sebbene l'album abbia destato qualche interesse da parte della critica, e sia entrato per un breve periodo nelle classifiche di vendita specifiche per i remix, non è stato molto ben accolto dai fan degli Yes e del rock progressivo.

## Tracce
1. Tempus Fugit (Geoff Downes/Trevor Horn/Steve Howe/Chris Squire/Alan White) - 5:07
2. Arriving UFO (Jon Anderson/Steve Howe/Rick Wakeman) - 5:54
3. Heart of the Sunrise (Jon Anderson/Chris Squire/Bill Bruford) -  5:59
4. Starship Trooper (Jon Anderson/Chris Squire/Steve Howe) - 7:33
5. Awaken (Jon Anderson/Steve Howe) - 7:48
6. Sound Chaser (Jon Anderson/Chris Squire/Steve Howe/Rick Wakeman/Alan White/Patrick Moraz) - 5:24
7. Ritual (Jon Anderson/Chris Squire/Steve Howe/Rick Wakeman/Alan White) - 6:20
8. Siberian Khatru (Jon Anderson/Steve Howe/Rick Wakeman) - 5:26
9. Five Per Cent for Nothing (Bill Bruford) - 4:40
10. No Opportunity Necessary, No Experience Needed (Richie Havens) - 4:44
11. No Clowns (Jon Anderson) - 3:15